# Charles Kendall Adams

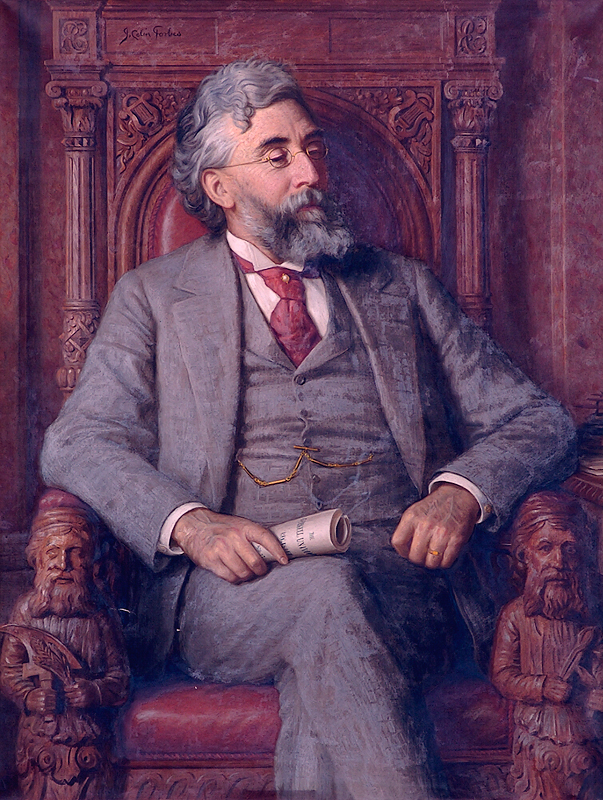
Charles Kendall Adams.

Charles Kendall Adams, född den 24 januari 1835 i Derby, Orleans County, Vermont, död den 26 juli 1902 i Redlands, Kalifornien, var en amerikansk historiker.
Adams blev 1863 extra ordinarie och 1867 ordinarie professor i Michigan och 1881 professor vid Cornelluniversitetet, slutligen 1892 president vid universitetet i Wisconsin. Adams utgav bland annat Democracy and monarchy in France (1874), den på sin tyd mycket spridda Manual of historical literature (1884, 3:e upplagan 1901) och Christopher Columbus, his life and work (1892). Adams verkade mycket för de amerikanska historiska studiernas fördjupning och grundade efter tyska förebilder 1869 det första historiska seminariet i Amerika. 